# 下杜万卡市镇
下杜万卡镇级市镇（烏克蘭語：Нижньодуванська селищна громада）是乌克兰卢汉斯克州斯瓦托韋區的市镇，行政中心为下杜萬卡。市镇面积为561.4平方公里，2020年人口数量为5,307人。

## 居民点
该市镇包括一个镇（下杜萬卡）和16个村庄。
村庄列表：
- 上杜萬卡
- 韋斯塔蒂夫卡
- 庫利基夫卡
- 萊貝迪夫卡
- 瑙霍利内
- 新尼卡諾里夫卡
- 新切爾沃內
- 奧博羅特尼夫卡
- 亞歷山德里夫卡
- 皮利皮夫卡
- 波爾塔瓦
- 普雷奧布拉任內
- 索菲伊夫卡
- 塔拉西夫卡
- 特韋爾多赫利博韋
- 亞布盧尼夫卡